# Bataille de la Kalâa des Beni Abbès (1686)
Guerre entre la Régence d'Alger et les Beni Abbès
Batailles
Modèle:Batailles opposant la Régence d'Alger au Royaume des Beni Abbès
La bataille de la Kalâa des Beni Abbès a eu lieu en octobre 1686. Elle oppose la Régence d'Alger au Royaume des Beni Abbes. 
Afin de se venger de l'expédition du Sultan Abdelaziz de la Kalâa, qui détruit les forts de Medjana et Bordj Bou Arreridj, Hüseyn Pacha ordonne une expédition contre la capitale du royaume, la Kalâa des Beni Abbès, afin d'anéantir son influence.
Au deuxième jour des combats, le sultan Bouzid est tué, son frère le sultan Ahmed Amokrane est désigné pour lui succéder, et ses soldats maintiennent leur position. 
Au bout de huit jours, les Beni Abbès sont massacrés, et doivent se replier,, alors les Algérois entrèrent dans la Kalâa et l’occupent. 